# Église Santa Maria della Verità
Santa Maria della Verità (Sainte Marie de la Vérité) est une église catholique située à Viterbe au Latium, en Italie. Ancienne église monastique et sanctuaire, le couvent adjacent est transformé en musée civique et l'église en église paroissiale.

## Histoire
La première documentation disponible est celle d'une église fondée au XIIIe siècle par des moines de l'ordre des Prémontrés. Le couvent est abandonné en 1231 et attribué à un prêtre de l'ordre des Servites de Marie qui le consacre à Santa Maria della Verità. 
Au milieu du XIVe siècle, l'abside est agrandie sous le mécénat de la famille Bussi. En 1446, trois enfants signalent une apparition miraculeuse de la Vierge Marie à l'intérieur de l'église. L'église devient alors un sanctuaire et attire des pèlerins et des dons. Le bienheureux Pietro della Croce est également associé à cette église.
En 1867, les moines servites sont expulsés et en 1873 le couvent est exproprié. En 1912, l'église abrite un musée archéologique, principalement d'objets étrusques, exposés auparavant, depuis 1888 au palais des Prieurs de Viterbe. Pendant un temps, le couvent abrite également l'Institut royal technique. En janvier 1944, un bombardement allié endommage le bâtiment. En septembre 1955, le musée est réouvert dans le couvent et en 1961 l'église est reconsacrée.

## Description

### Extérieur
La façade extérieure de l'église date des travaux d'après-guerre. I présente un arc en plein cintre au-dessus d'un portail unique du XVIe siècle, surmonté d'une fenêtre en oculus et flanqué de deux statuettes de l'Annonciation du XIVe siècle, tournées vers l'extérieur plutôt que l'une par rapport à l'autre.

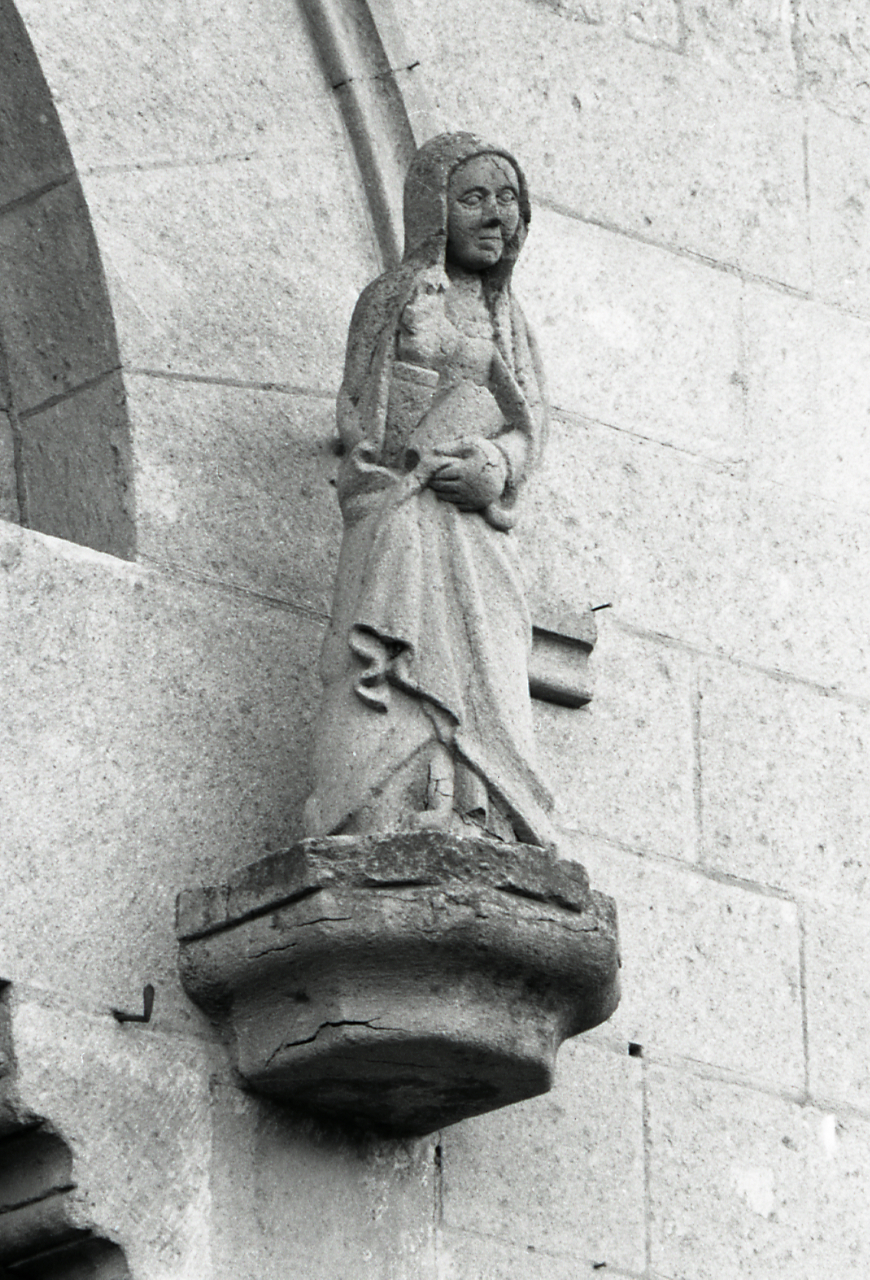
Annonciation, sur le volet du portail (photo de Paolo Monti, 1970).

### Intérieur
À la suite des rénovations des XVe et XVIe siècles, l'église présente un plan en croix latine. La haute nef rappelle la construction gothique, ses murs sont dépouillés de toute décoration. Les chapelles latérales conservent partiellement la décoration à fresque d'origine. 

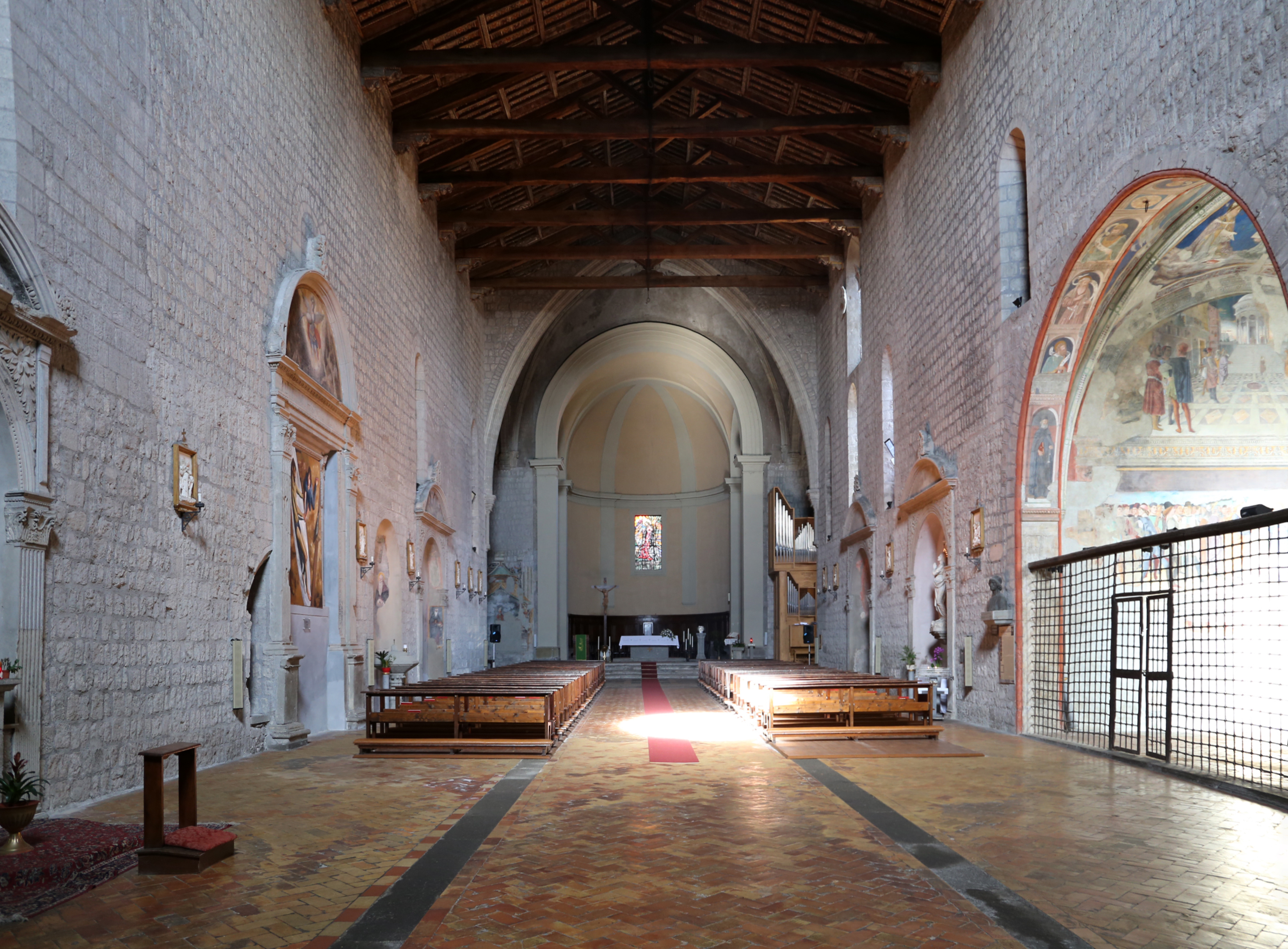
Intérieur

Sur la contre-façade droite se trouve une fresque du XVe siècle, endommagée, représentant l' Annonciation entre les saintes Marie-Madeleine, Marthe et Antoine, attribuée à Francesco d'Antonio da Viterbo. Le retable original de la première chapelle à droite était une Nativité peinte par Antonio del Massaro désormais conservée dans le musée civique adjacent. La deuxième chapelle, la chapelle Mazzatosta du XVe siècle, possède une balustrade en fer forgé d'origine et une partie du sol en carreaux de majolique du XVe siècle de Paolo di Nicola. Les fresques représentant la Vie de la Vierge, restaurées après les bombardements alliés sont peintes en 1469 par Lorenzo da Viterbo et ses élèves.

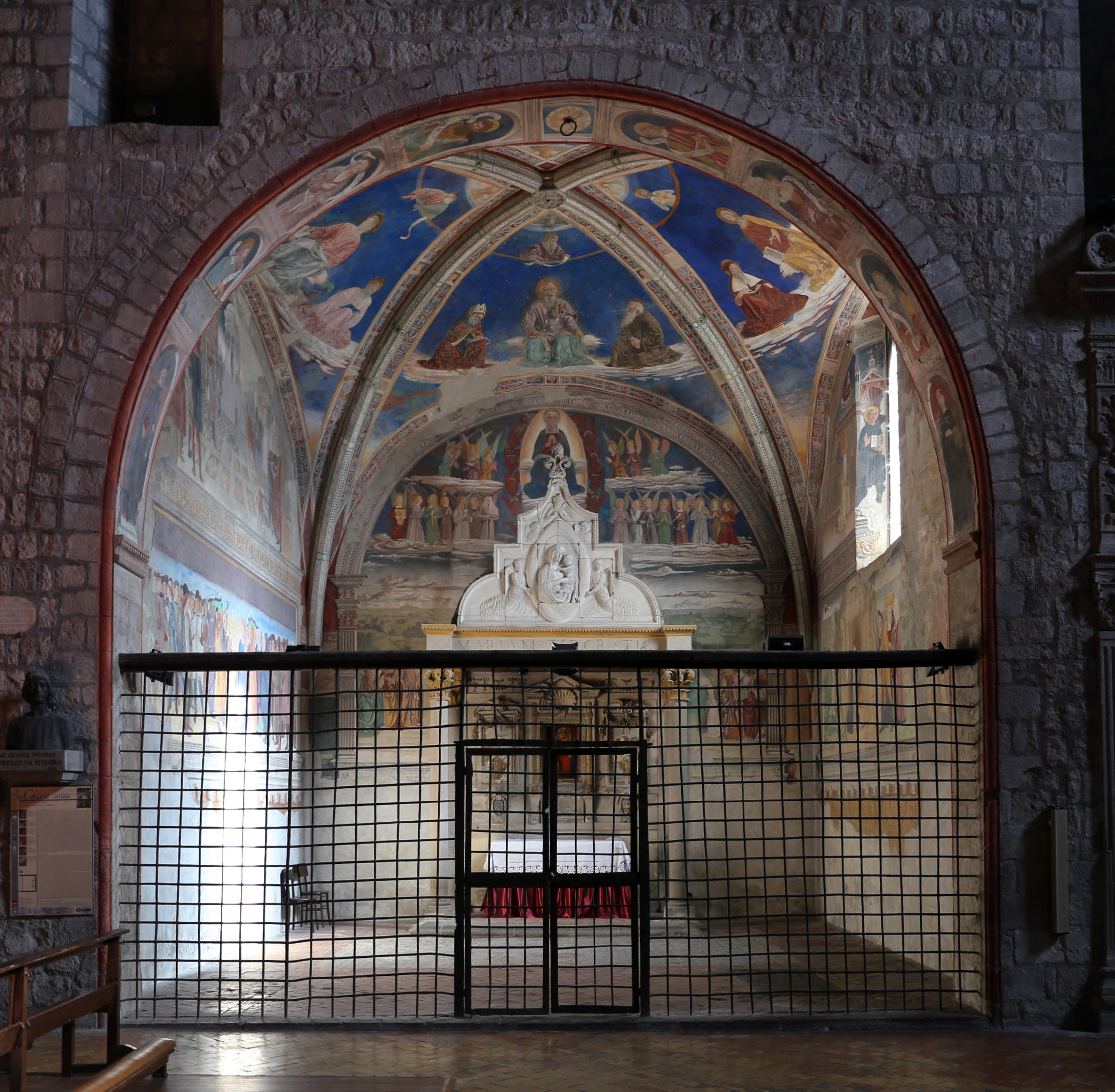
La chapelle Mazzatosta du XVe siècle.

La chapelle « des Germains » ou Theutonicorum, transférée à la corporation corse des tisserands de lin est dédiée aux saints Giacomo et Philippe Benizi (fondateur de l'Ordre des Servites). Le retable de cette chapelle représente le Mariage mystique de Sainte Catherine, peint par  Pancrazio Jacovetti et se trouve désormais au Musée Civique.

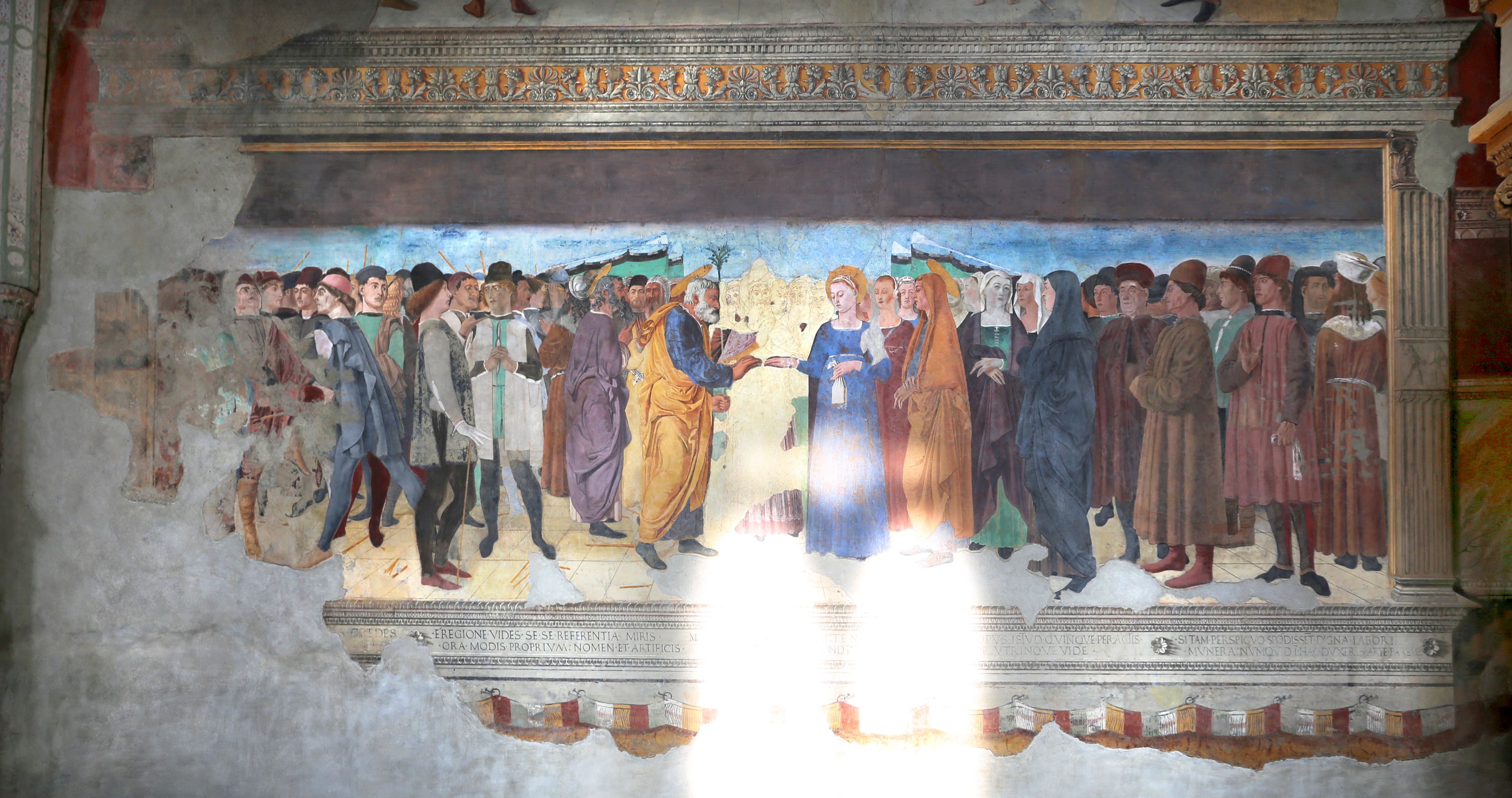
Fresque du Mariage de la Vierge de Lorenzo da Viterbo

L'orgue du transept droit a été installé en 1986. Une toile représentant une Immaculée Conception de la fin du XVIIe siècle est attribuée à Ludovico Mazzanti.
Dans le transept gauche terminé par un arc en plein cintre du XVe siècle, avant la sacristie, se trouvent les restes de quelques fresques du XVIe siècle et dans le transept droit des chapelles commandées par diverses corporations.